# Саліщев Костянтин Олексійович
Саліщев Костянтин Олексійович (7 листопада 1905 року, Тула — 25 серпня 1988 року, Москва) — радянський географ-картограф, доктор технічних наук (1940), професор (1936), проректор МГУ (1947—1954), заслужений діяч науки РРФСР (1966), лауреат Державної премії СРСР (1980). Засновник радянської наукової школи географічної картографії. Основні праці присвячені теорії картографії, картознавства, історії картографії, а також проблемам комплексного тематичного картографування.

## Біографія
Костянтин Олексійович народився 7 листопада (20 за новим стилем) 1905 року в Тулі в родині промисловців, купця першої гільдії. Середню освіту здобув у Тульському реальному училищі (з листопада 1918 року перетворене на 4-ту єдину радянську трудову школу II ступеня). З 1922 по 1927 роки навчався в Московському межовому інституті, де одним з перших студентів обрав нововведену 1923 року географо-картографічну спеціальність.

### Експедиції
У 1926 і 1929—1930 роках брав участь як інженер-геодезист в експедиціях під керівництвом Сергія Обручева в басейнах річок Індігірка і Колима, під час яких був відкритий один з останніх великих географічних об'єктів на території Росії — хребет Черського. Першим склав достовірну карту цієї гірської системи. У першій половині 1930-х років завідував геодезичним сектором Всесоюзного арктичного інституту (ВАІ) в Ленінграді. За теплі сезони 1932—1933 років під керівництвом Обручева і Саліщева з борту гідролітака «СССР-Н4» (командир екіпажу — пілот Федір Куканов) експедиція інституту провела аерофотознімання Чукотки і острова Врангеля. Результатом якої стала докладна карта масштабу 1 : 2 500 000 і геоморфологічний опис.
| | З Костянтином Олексійовичем Саліщевим, нині відомим картографом, почесним членом багатьох зарубіжних академій, я познайомився набагато раніше. Було це в 1933 році, коли він, відомий вже географ, очолював відділ картографії Арктичного інституту. Ми, повернувшись із Землі Франца-Йосифа, прийшли до нього — розповісти про побачене, про свої поправки до карт цього архіпелагу. Нас доброзичливо зустрів молодий чоловік з веселими очима. Ще 1926 року разом з С. В. Обручевим двадцятирічний юнак відправився в довгу і виснажливу експедицію на північний схід країни. Під час цієї подорожі вони обезсмертили свої імена, відкривши хребет Черського, що простягається на тисячі кілометрів. Навіть думати дивно, що до їхньої експедиції цього велета не було на картах. Сьогодні ім'я К. А. Саліщева відомо всім картографам світу — так багато він зробив для цієї науки. |
| — І. Д. Папанін «Лёд и пламень» Оригінальний текст (рос.) С Константином Алексеевичем Салищевым, ныне знаменитым картографом, почётным членом многих зарубежных академий, я познакомился намного раньше. Было это в 1933 году, когда он, известный уже географ, возглавлял отдел картографии Арктического института. Мы, возвратившись с Земли Франца-Иосифа, пришли к нему — рассказать об увиденном, о своих поправках к картам этого архипелага. Нас доброжелательно встретил молодой человек с весёлыми глазами. Ещё в 1926 году вместе с С. В. Обручевым двадцатилетний юноша отправился в длинную и трудную экспедицию на северо-восток страны. Во время этого путешествия они обессмертили свое имя, открыв протяжённый на тысячи километров хребет Черского. Даже думать странно, что до их экспедиции этой громадины не было на картах. Сегодня имя К. А. Салищева известно всем картографам мира — так много он сделал для этой науки. | |

### Складання карт і атласів
Костянтин Саліщев брав участь у створенні багатоаркушної Державної карти СРСР масштабу 1 : 1 000 000. Упродовж 1936—1938 років завідував картографічним відділом Інституту Великого радянського атласу світу (рос. Большой советский атлас мира; БСАМ), був членом редколегії і автором ряду карт у ньому. 1938 року захистив дисертацію й отримав вчений ступінь кандидата географічних наук, через два роки — доктора технічних наук. Керував створенням атласу історії географічних відкриттів і досліджень, що побачив світ 1959 року, був членом редколегій тритомного «Морського атласу» (1950—1953), «Атласу світу» (1954), «Фізико-географічного атласу світу» (1964) тритомного «Атласу океанів» (1974—1980). Ініціював і очолював роботи зі створення комплексних регіональних атласів — Іркутської, Кустанайської, Тюменської областей, Цилінного та Алтайського краю. Керував складанням перших у світі серій карт для вищої школи та інших великих картографічних творів.

### Педагогічна діяльність
Педагогічну діяльність розпочав 1931 року на географічному факультеті Ленінградського університету. Упродовж 1936—1947 років був професором картографічного факультету Московського інституту інженерів геодезії, аерофотозйомки та картографії (МИИГАиК), а від 1942 року став читати лекції з картографії також і в Московському державному університеті (МДУ). Від 1947 року постійно працював на географічному факультеті МДУ, де був спочатку завідувачем кафедри історії географічних наук (1949—1950), а потім завідувачем кафедри геодезії та картографії (з 1950).
За неодноразово перевиданими та перекладеними кількома мовами підручниками Костянтина Олексійовича Саліщева, «Основи картознавства», «Картографія», «Картознавство», «Складання та редагування карт» навчалися багато поколінь студентів різних країн.

### Організаційна і громадська діяльність
Від 1964 року Костянтин Саліщев обіймав посаду віце-президента Географічного товариства СРСР, впродовж 1968—1972 років — заступник голови московської філії цього товариства. Упродовж 1964—1968 і 1972—1976 років віце-президент, 1968—1972 років — президент Міжнародної картографічної асоціації. Засновник і перший голова (1956—1972) Комісії національних атласів Міжнародного географічного союзу.
З 1947 року — проректор Московського університету з навчальної роботи; впродовж 1947—1954 років — проректор природничих факультетів. Член КПРС з 1944 року, секретар партійного комітету Московського університету (1956—1958), член райкому КПРС, секретар і член бюро парторганізації географічного факультету МДУ.
Помер Костянтин Олексійович 25 серпня 1988 року в Москві, похований на Кунцевському кладовищі.

## Наукові праці
Наукові дослідження присвячені теорії та історії картографії, комплексному картографуванню. Саліщев помітно розширив можливості використання карт для опису, аналізу та вивчення природних і соціально-економічних явищ. Костянтин Олексійович автор багатьох монографій з проблем картографування, численних наукових статей. Основними працями є:
- (рос.) Салищев К. А. Новая география Колымско-Индигирского края // Новости картографии. — М., 1931. — Вып. 1.
- (рос.) Салищев К. А. Остров Врангеля и его карты // Arctica. — М. : Изд. Всесоюзн. Арктического института, 1933. — № 1. — С. 142—150.
- (рос.) Салищев К. А. Река Индигирка и Индигирско-Колымский водораздел севернее хребта Черского // Арктика. — М., 1934. — № 2.
- (рос.) Салищев К. А. Основы картоведения. Общая часть. — М., 1939.
- (рос.) Салищев К. А. Основы картоведения. Историческая часть. — М., 1943.
- (рос.) Салищев К. А. Составление и редактирование карт. — М., 1947.
- (рос.) Салищев К. А., Гедымин А. В. Картография: Учебник для гос. ун-тов и учебное пособие для пед. ин-тов / Отв. ред. А. М. Комков. — М. : Географгиз, 1955. — 408 с. — 10000 прим.
- (рос.) Салищев К. А. Основы картоведения : [в 2-х тт.]. — М., 1959—1962.
- (рос.) Салищев К. А. Картография. — М., 1971.
- (рос.) Салищев К. А. Картоведение. Учебник. — М., 1976.
- (рос.) Салищев К. А. Идеи и теоретические проблемы в картографии 80-х годов. — М., 1982.

- (фр.) Salischev K. A. Atlas nationaux. Histoire, analyse, voies de perfectionnement et d'unification. — Moscow — Leningrad, 1960.
- (англ.) Salischev K. A. Regional atlases. Tendencies of development. Subject matters of the maps on natural conditions and resources. — Moscow — Leningrad, 1964.
- (нім.) Salischev K. A. Einführung in die Kartographie. — Gotha — Lpz., 1967.

## Нагороди і відзнаки
- 1963 — Золота медаль імені М. М. Пржевальського від Географічного товариства СРСР за другий том «История картографии и картографические источники»[5].
- 1964 — Медаль імені Германа Хаака (НДР)[5].
- 1966 — Заслужений діяч науки РРФСР.
- 1967 — лауреат премії імені Д. Н. Анучина Московського університету.
- 1974 — Друга золота медаль імені М. М. Пржевальського від Географічного товариства СРСР.
- 1980 — Лауреат Державної премії СРСР (у співавторстві), за наукову працю «Атлас океанів»[17].
- 1980 — Золота медаль Маннерфельта (вища наукова нагорода Міжнародної картографічної асоціації)[18].
- 1980 — Орден Жовтневої Революції.
- 3 ордени Трудового Червоного Прапора і орден Дружби народів.
- 1989 — лауреат премії імені М. В. Ломоносова (посмертно), за цикл робіт «дешифрування багатозональних аерокосмічних знімків» (у співавторстві).

### Почесні звання
Саліщев Костянтин Олексійович — почесний член географічних товариств Сербії (1960), Колумбії (1961), Азербайджанської РСР (1964), Шотландії (1964), Польщі (1968), США (1972), Італії (1974).
Почесний член Міжнародної картографічної асоціації (1979). Почесний доктор природничих наук Берлінського університету (1967) і географічних наук Варшавського (1979).

## Пам'ять
На пам'ять про видатного вченого його ім'ям було названо льодовик на хребті Черського у північно-східному Сибіру. Поряд з льодовиками Академіка Обручева, Цареградського і Сумгіна, це один з найбільших льодовиків (довжина 5,1 км). Він лежить на Буордахському високогірному масиві на північ від гори Побєда — найвищої точки хребта Черського.
У той самій гірській системі ім'ям Костянтина Олексійовича названо пік Саліщева (2585 м) — найвища точка Чибагалахського хребта (Якутія). Розташований на бічному вододільному гребені, у витоках річки Сюрюн. Від вершини відходять чотири гребеня. 1977 року уперше на пік Саліщева піднялася група туристів з Харкова (керівник — Юрій Оксюк).
2003 року на географічному факультеті МДУ була заснована стипендія імені К. А. Саліщева.